# Neoempheria horrens
Neoempheria horrens är en tvåvingeart som beskrevs av Coher 1959. Neoempheria horrens ingår i släktet Neoempheria och familjen svampmyggor. Inga underarter finns listade i Catalogue of Life.